# James Boyle (académico)
James Boyle (Escocia, 1959) es un académico escocés, profesor de Derecho William Neal Reynolds y cofundador del Centro para el Estudio del Dominio Público Duke University School of Law, en Durham, Carolina del Norte, Estados Unidos.
Fue uno de los miembros fundadores de Creative Commons,
 y anteriormente ocupó el cargo de presidente. También es cofundador de Science Commons, cuyo objetivo es ampliar la misión de Creative Commons en el ámbito del conocimiento científico y los datos técnicos, y de ccLearn, una división de Creative Commons destinada a facilitar el acceso a los recursos educativos abiertos.

## Carrera académica
Boyle se graduó por la Universidad de Glasgow en 1980 y posteriormente estudió en la Escuela de Leyes de Harvard. Se unió a la Duke University School of Law en julio de 2000. Anteriormente había enseñado en la American University, en la Universidad de Yale, en la Universidad de Harvard y en la Universidad de Pensilvania Law School.

## Publicaciones
- Shamans, Software and Spleens: Law and Construction of the Information Society, Harvard University Press 1997, ISBN 978-0-674-80522-4
- The Public Domain (ed), Winter/Spring 2003 edición de Law and Contemporary Problems (vol 66, ##1–2), Duke University School of Law
- Tales from the Public Domain: Bound by Law?, Duke University Center for the Study of the Public Domain 2006, ISBN 978-0-9741553-1-9
- Cultural Environmentalism @ 10 (ed, with Lawrence Lessig), Spring 2007 edición de Law and Contemporary Problems (vol 70, #2), Duke University School of Law
- Cultural Environmentalism and Beyond
- The Shakespeare Chronicles: A Novel, Lulu Press 2006, ISBN 978-1-4303-0768-6
- Public Domain: Enclosing the Commons of the Mind, Yale University Press 2008, ISBN 978-0-300-13740-8

En este último trabajo sobre la propiedad intelectual, Public Domain: Enclosing the Commons of the Mind (2008), Boyle sostiene que el actual sistema de protección de derechos de autor no cumple con la intención original del autor: recompensar la creatividad y fomentarla. Fue también publicado bajo una licencia no comercial de Creative Commons.
Boyle también contribuye con una columna en el Financial Times New Technology Policy Forum.

## Premios
En 2003, ganó el Premio Mundial de Tecnología en el Derecho por su trabajo sobre la ecología intelectual del dominio público, y sobre el "segundo movimiento de cercamiento" que lo amenaza.